# ウラジーミル・イェフトゥシェンコフ

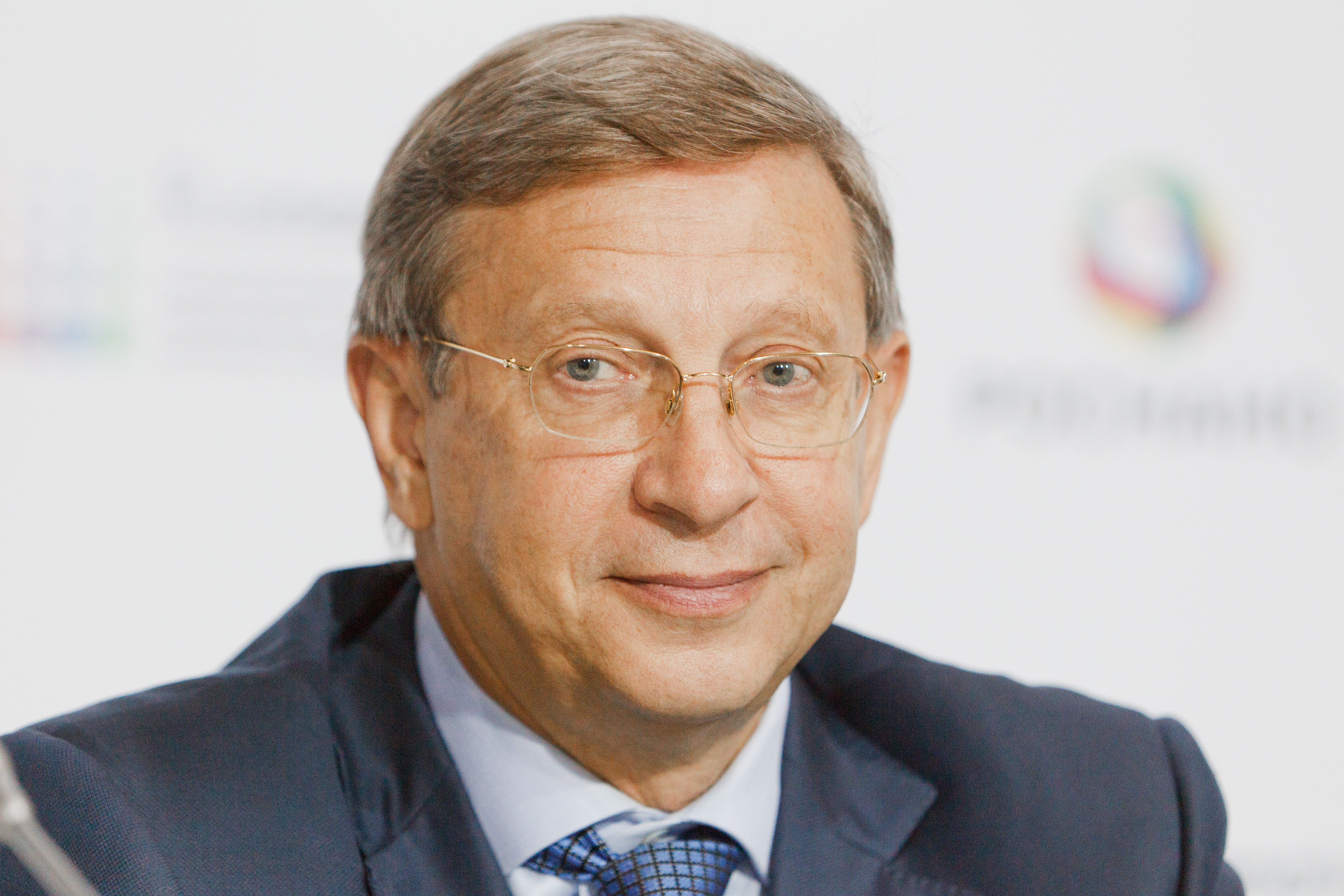
2011

ウラジーミル・イェフトゥシェンコフ（露: Влади́мир Петро́вич Евтуше́нков、英: Vladimir Yevtushenkov、1948年9月25日 - ）は、ロシアの実業家で、寡頭資本家としてオリガルヒの一人に数えられる。
ソビエト連邦時代はソ連共産党に所属していた。ロシアの巨大な持株会社であるシステマの会長を務めるとともに、同社の株式の大部分を保有する（2006年度3月の時点で62%を保有）。
ロマン・アブラモヴィッチやウラジーミル・リシン、オレグ・デリパスカ、ウラジーミル・ポターニンなどと並んでロシア随一の富豪に数えられ、フォーブスの発表による世界長者番付のもとでは、2006年度版で世界第61番目の長者に、2007年度版で世界第49番目の長者に比定されている。

## 些事
1973年に化学の、1980年に経済学の修士号を取得。1986年には経済学のPh.D.を取得している。
妻と2人の子供がいる。